# Анненское (Челябинская область)
А́нненское — село в Карталинском районе Челябинской области России. Административный центр Анненского сельского поселения.

## География
Село находится в южной части Челябинской области, в месте слияния рек Аят и Караталы-Аята, на расстоянии 27 км к северо-западу от города Карталы, административного центра района.

### Часовой пояс
Село Анненское, как и вся Челябинская область, находится в часовой зоне МСК+2. Смещение применяемого времени относительно UTC составляет +5:00.

## Население
| 2002 | 2010  |
| ---- | ----- |
| 2372 | ↘2320 |

### Половой состав
По данным Всероссийской переписи, в 2010 году численность населения села составляла 2320 человек (1048 мужчин и 1272 женщины).

## Улицы
| - пер. Береговой, - пер. Восточный, - ул. Гагарина, - пер. Геологов, - пер. Дачный, - пер. Дорожный, - ул. Железнодорожная, - ул. Заречная, | - ул. Зелёная, - ул. Земляничная, - пер. Клубный, - пер. Колхозный, - ул. Конечная, - ул. Кооперативная, - ул. Кузнечная, - ул. Ленина, | - пер. Лесной, - пер. Лесхозный, - ул. Луговая, - ул. Механизаторов, - ул. Молодёжная, - ул. Мостовая, - ул. Набережная, - ул. Первомайская, | - ул. Переселенческая, - пер. Пролетарский, - ул. Рабочая, - пер. Речной, - ул. Советская, - ул. Совхозная - ул. Солнечная, - ул. Сосновая, | - ул. Станционная, - ул. Строителей, - ул. Терешковой, - пер. Угловой, - пер. Центральный, - пер. Школьный, - ул. Шоссейная. |

## Транспорт
В селе расположен обгонный пункт Анненск Южно-Сибирской магистрали Южно-Уральской железной дороги.